# سعيد نصر سليم
سعيد نصر سليم (1950 - 2019)، هو فنان مسرحي وتلفزيوني، مخرج، مؤلف، وناقد أكاديمي، شاعر، وسيناريست مصري. كان مقرر وعضو لجان تحكيم مسرحية عربية ودولية.
من مواليد 14 يناير 1950م، في حلوان، بالقاهرة، كان مقيم بالجزائر، حاصل على شهادة المعهد العالي للفنون المسرحية بكالوريوس تجارة، شعبة محاسبة، مثل وأخرج وألف العديد من الأعمال. (مصري كان يقيم بالجزائر).

## وفاته
توفي يوم 2 ديسمبر 2019 وذلك بعد صراع طويل مع المرض.

## من أعماله
أدى أدوارا كثيرة في المسرح على غرار:
- صالح .. في مسرحية الزوبعة، تأليف/ محمود دياب، إخراج : عبد الغفار عودة، نوح .
- في عملية نوح ، تأليف/ على سالم، إخراج: عبد الرحمن أبوزهرة،
- جيم هاريس .. في كل أبناء الله لهم أجنحة، تأليف/ تنيسى ويليامز، إخراج : محمد صبحي… إلخ،

في التليفزيون:
- الراوي .. في أمثال عربية، حلقات تليفزيونية، إنتاج التليفزيون السعودي، إخراج : محمد الجدي، أبوشعبه ..
- في رجال الفرقان ، مسلسل تليفزيوني، إنتاج التليفزيون الجزائري، إخراج : خالد الخالد،
- زوج الخالة .. في ديوان المظالم ، مسلسل تليفزيوني، إنتاج التليفزيون الجزائري، إخراج: خالد الخالد…،
- كما أنه أخرج مسرحية:
  - حورية الجزائرية، تأليف: سعيد نصر سليم،
  - مسرحية مدرسة المشوشين، من تأليف ، مسرحية الحلاج، تأليف: صلاح عبد الصبور،
  - مسرحية هاملت ، تأليف: شكسبير، ترجمة جبرا إبراهيم جبرا،
  - مسرحية الأميرة تنتظر، تأليف: صلاح عبد الصبور،
  - مسرحية فيدر، تأليف: راسين، مسرحية الأمير العاشق، تأليف: فاروق جويدة…

## وصلات خارجية
- سيرة طويلة عن حياته واعماله
- في حوار مع وطن نت